# Ardem Patapoutian
Ardem Patapoutian (arménsky Արտեմ Փաթափութեան; * 2. října 1967 Bejrút) je libanonsko-americký molekulární biolog a neurovědec, známý svou prací na charakterizaci molekul, které umožňují vnímat teplo, chlad a mechanický tlak, což jsou klíčové aspekty lidského smyslového vnímání. Identifikoval a charakterizoval proteiny zvané Piezo1 a Piezo2, které hrají zásadní roli v procesech, jako je vnímání tlaku na kůži, regulace krevního tlaku a dýchání.
Patapoutian je profesorem neurovědy a výzkumným pracovníkem Howard Hughes Medical Institute ve Scripps Research v kalifornské La Jolle. V roce 2021 získal společně s Davidem Juliem Nobelovu cenu za fyziologii a lékařství za „objev molekulární podstaty teplotních a dotykových receptorů“.

## Mládí
Patapoutian se narodil v arménské rodině v libanonském Bejrútu. Jeho otec Sarkis Patapoutian je básník a účetní, matka Haiguhi Adjemian byla ředitelkou arménské školy v Bejrútu. Má bratra Aru a sestru Houry. Jeho předkové přežili arménskou genocidu. Navštěvoval arménské školy v Bejrútu. V letech 1985–1986 studoval na Americké univerzitě v Bejrútu a po ukončení studia emigroval do Spojených států amerických. V roce 1990 získal titul Bachelor of Science v oboru buněčná a vývojová biologie na Kalifornské univerzitě v Los Angeles a v roce 1996 titul PhD na Kalifornském technologickém institutu.
Jako postdoktorand pracoval na Kalifornské univerzitě v San Francisku. V roce 2000 se stal odborným asistentem ve Scripps Research Institute. V letech 2000–2014 působil v Novartis Research Foundation. Od roku 2014 působí v Howard Hughes Medical Institute.

## Vědecká kariéra
Patapoutian se zabývá přeměnou podnětů a přenosem signálu na nervové impulzy. V jeho výzkumu hrají důležitou roli iontové kanály. Jedná se o specifické proteiny zabudované v buněčné membráně, které umožňují buňkám reagovat na fyzikální podněty, jako je teplo, chlad nebo mechanický tlak. V reakci na podněty se iontové kanály otevírají a zavírají, tím mění tok iontů dovnitř a ven z buňky a tím i napětí buněčných membrán a vzniká nervový impulz, který se přenáší senzorickými neurony do mozku.
Patapoutian významně přispěl k identifikaci nových iontových kanálů Piezo1 a Piezo2, které jsou nezbytné pro reakci buněk na mechanické podněty. Iontový kanál Piezo2 je nezbytný pro vnímání dotyku a hraje také důležitou roli při vnímání polohy a pohybu těla, známém jako propriocepce. Následně bylo prokázáno, že kanály Piezo1 a Piezo2 regulují další důležité fyziologické procesy včetně krevního tlaku, dýchání, kontroly močového měchýře a vnímání tepla a bolesti. 
Poznatky o tom, jak tělo zpracovává mechanické podněty a teplotu mohou vést k novým léčebným přístupům pro léčbu bolesti, kardiovaskulárních, neurodegenerativních a dalších onemocnění.

## Soukromý život
Patapoutian je naturalizovaným občanem USA. Žije v Del Mar se svou ženou Nancy Hong a synem Lucasem.

## Ocenění
Patapoutian má h-index 68 podle Google Scholar a 63 podle Scopus (ke květnu 2020). Od roku 2016 je členem American Association for the Advancement of Science, od roku 2017 je členem Národní akademie věd Spojených států amerických a od roku 2020 je členem Americké akademie umění a věd.
V roce 2020 obdržel Kavliho cenu.
V roce 2021 mu byla společně s Davidem Juliem udělena Nobelova cena za fyziologii a lékařství za „objev teplotních a dotykových receptorů“.
V říjnu 2021 mu libanonský prezident Michel Aoun udělil Řád za zásluhy.

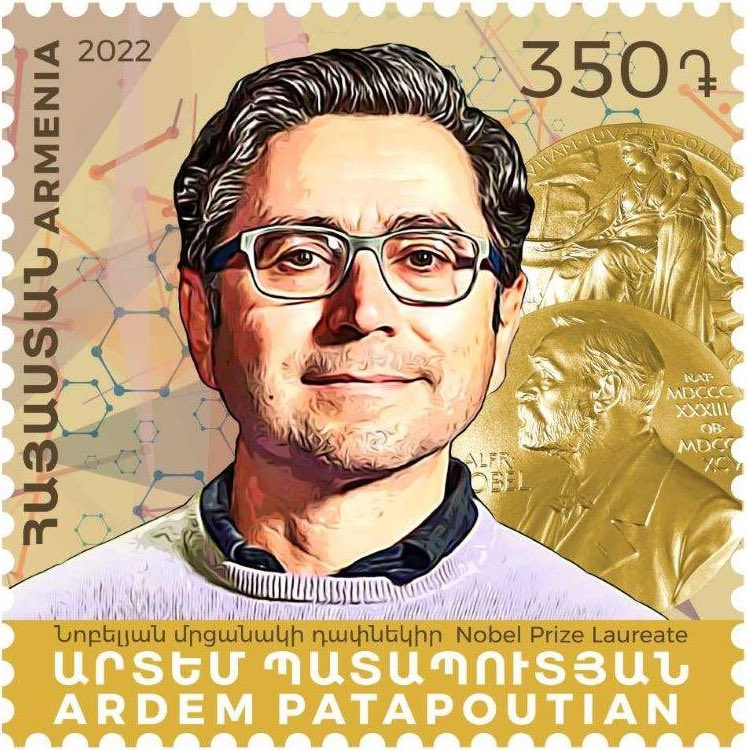
Ardem Patapoutian na arménské poštovní známce z roku 2022

V prosinci 2021 mu předala Frances Arnold cenu American Academy of Achievement.

### Uznání v Arménii
Patapoutianovi, prvnímu arménskému nositeli Nobelovy ceny, se při jeho návštěvě Arménie v červnu 2022 dostalo vřelého přijetí. Předseda vlády Nikol Pašinjan mu udělil Řád Mesropa Maštoce, Národní akademie věd Arménie ho zvolila čestným členem a Jerevanská státní lékařská univerzita mu udělila čestný doktorát. Patapoutian daroval repliku své Nobelovy medaile Arménskému historickému muzeu. HayPost vydal poštovní známku věnovanou jeho osobě.